# Рихтер, Кристиан
Кристиан Рихтер (нем. Christian I Richter, род. 1587, Альтенбург, Саксония, Германия — ум. 1667, Веймар, Саксония, Германия) — веймарский придворный художник, представитель саксонской династии  художников и архитекторов Рихтер. Получил известность как пейзажист и портретист.

## Биография
Принадлежит к семье художников и архитекторов, его отец родился в 1545 и умер в 1608 году в Альтенбурге, он также был художником. Кристиан Рихтер работал как художник в Альтенбурге, затем придворным художником в Веймаре. Иногда подписывал свои картины монограммой CR. Наиболее известная его картина — Омовение Неемана в Иордане (нем. Die Waschung des Naaman im Jordan, 1616, Kunstsammlungen der Veste Coburg). Большую часть жизни работал при дворе герцогов Саксен-Веймарских.
Художнику приписывают картины: Портрет Бернгарда Саксен-Йенского в возрасте пяти лет (1643, существуют две версии этого парадного портрета), Портрет мужчины (был продан на аукционе Джона Николсона), миниатюрный Портрет дамы (аукцион Сотби), Веймарский замок с северо-востока (1654, возможно, это работа сына — Вильгельма Рихтера), Веймарский замок с востока, Замок Веймар (1654, возможно авторство Вильгельма Рихтера), Портрет Вильгельма IV Саксен-Веймарского (1598-1662) на фоне Веймара (1626), Портрет Вильгельма IV Саксен-Веймарского, Портрет Иоганна Эрнста, герцога Саксен-Веймарского (1594-1626) (1620), Портрет Иоганна Эрнста II, герцога Саксен-Веймарского (1627-1683) (1620-1630), Вид на внутренний двор Веймарского замка с севера (1638), Похоронная процессия Эрнста I (?), герцога Саксен-Готского и многие другие.
Художник был женат на Маргарите Хензельман (нем. Margaretha Henzelmann). Его сын — Вильгельм I Рихтер (родился в 1626 году), который работал во II половине  XVII века придворным художником в замке Фриденштейн (нем. Schloss Friedenstein). Часто работы отца приписывают ему или считают совместными. Различить их стиль достаточно сложно.

## Особенности творчества и его судьба
Наиболее показателен для творчества художника Портрет молодой дамы в шляпе с перьями (дерево, масло, 23х19,2 см, происхождение: коллекция Contesse Behague, Париж; коллекция Весте Кобург; Коллекция Koening, Гарлем, около 1930; швейцарский частная коллекция; Koller Auktionen). Вверху справа портрет отмечен монограммой HVK. Это изображение девушки относили из-за монограммы HVK к творчеству Ганса фон Кульмбаха (ок 1480-1522). Однако монограмма была добавлена позже. Показательно, что Рихтер подражал старомодному стилю Лукаса Кранаха и других немецких художников начала XVI века. Искусствоведы предполагают, что этот стиль в Саксонии в 1600-х годах был по-прежнему популярным среди придворной аристократии, поэтому его и выбрал художник. Известна копия картины Кранаха Esse Homo, выполненная Рихтером.
Творчество Рихтера привлекло внимание искусствоведов в конце XX века, когда картина Омовение Неемана в Иордане стала предметом коллективного сборника статей и архивных документов, вышедшего в Кобурге в 1999 году, позднее на его основе был снят телефильм.

## Галерея

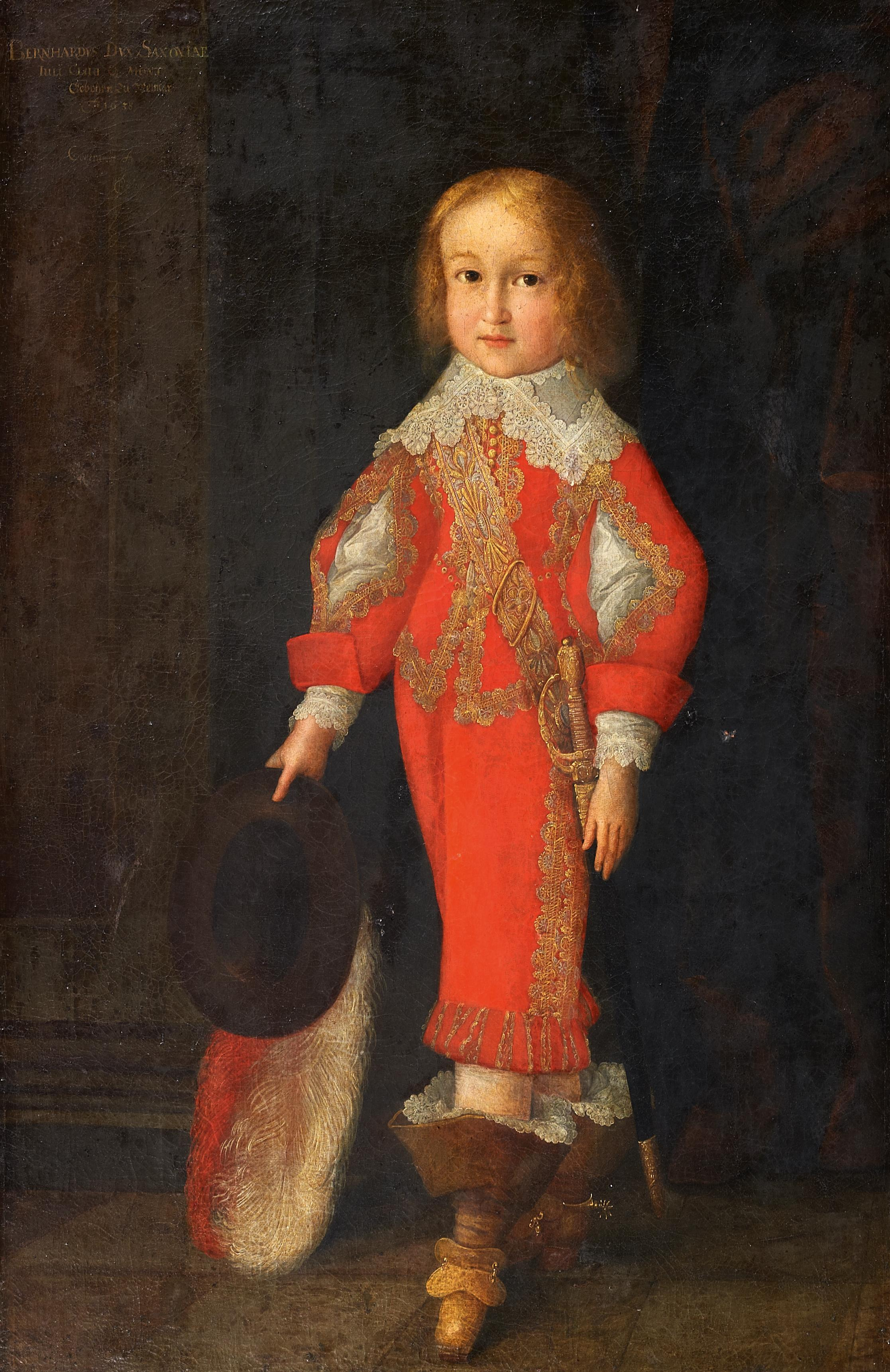
Кристиан Рихтер. Бернгард (герцог Саксен-Йены). 1643
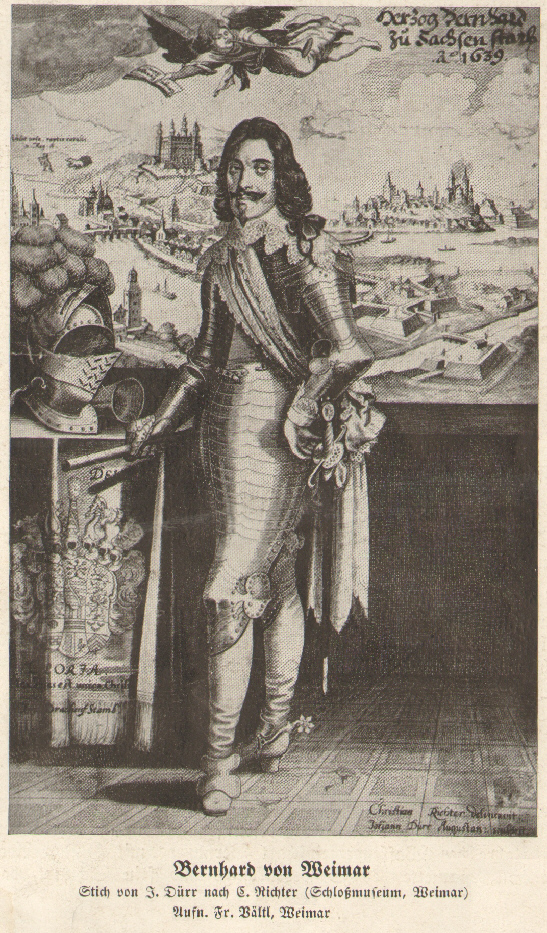
Кристиан Рихтер. Бернгард Веймарский. Гравёр Johann Dürr
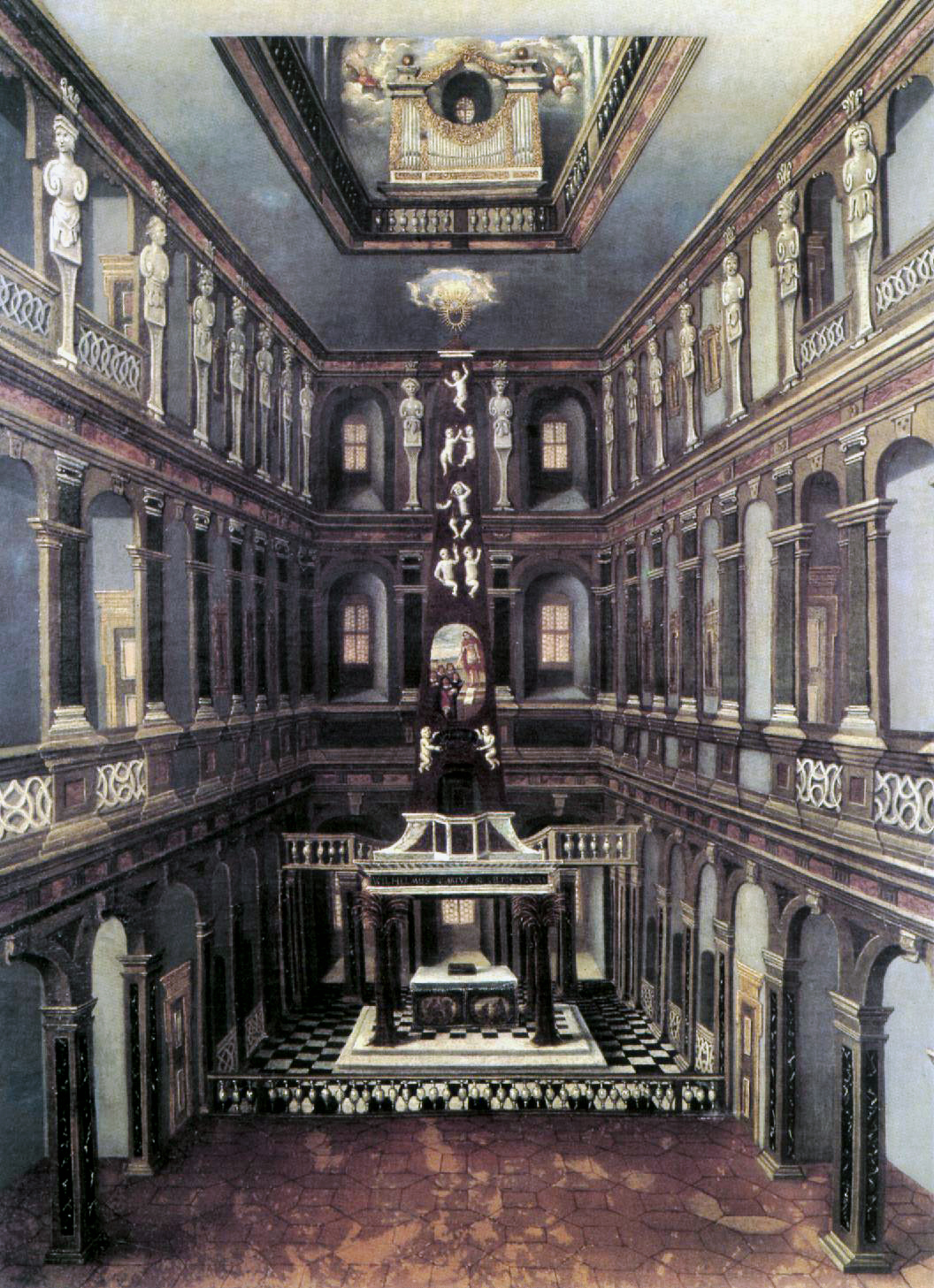
Кристиан Рихтер. Церковь замка в Веймаре. 1660
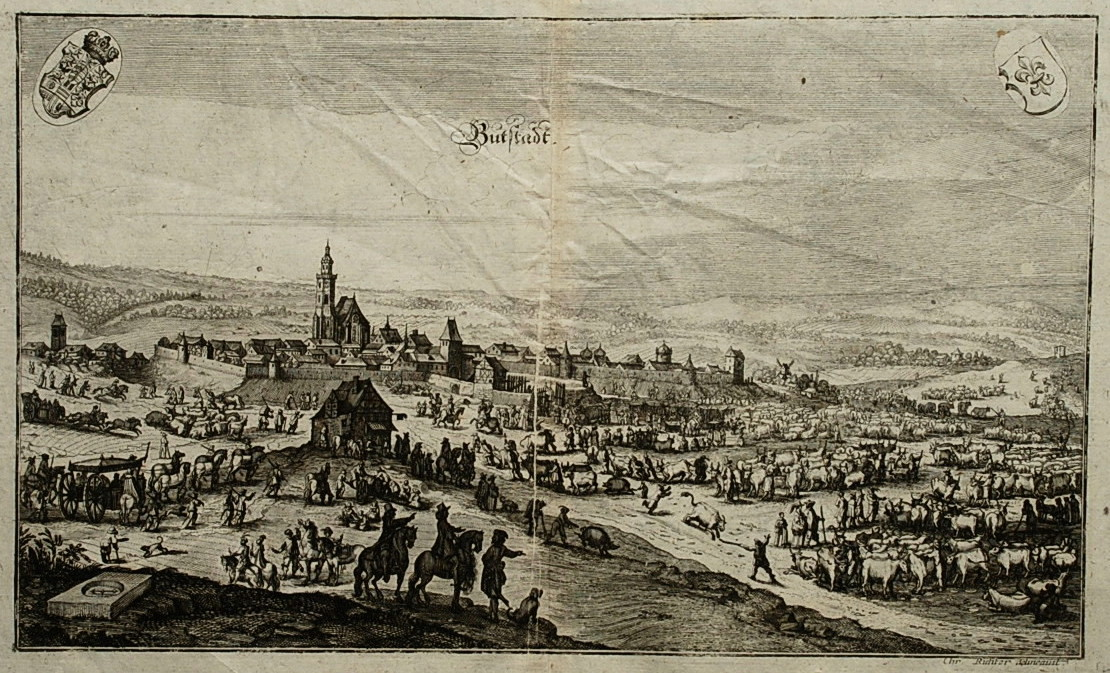
Кристиан Рихтер. Merian buttstaedt bei apolda 1650